# Boeddhistische Omroep Stichting
De Boeddhistische Omroep Stichting (BOS) is een voormalige Nederlandse publieke omroep op basis van boeddhistische grondslag. 
In 2008 kwam deze 2.42-omroep (voorheen 39f-omroep) tot stand nadat de Boeddhistische Unie Nederland krachtens een delegatieovereenkomst gemachtigd werd om zendtijd aan te vragen als door de overheid erkende representant van de boeddhistische stroming. Zo werd tegemoetgekomen aan het uitgangspunt van artikel 2.42 van de Mediawet 2008 dat voorzag in zendtijd voor organisaties op geestelijke grondslag. Op 1 januari 2016 heeft het kabinet-Rutte II de financiering op basis van dit artikel stopgezet waarmee er een einde kwam aan de Boeddhistische Omroep Stichting. Binnen het nieuwe concessieplan van de publieke omroep was er wel een levensbeschouwelijk budget waardoor er in samenspraak met de Boeddhistische Unie Nederland werd gekozen om de boeddhistische programmering onder te brengen bij het christelijke KRO-NCRV.
De BOS maakte programma's voor een breed publiek en richtte zich op vier doelgroepen: 
- allen die openstaan voor spiritualiteit en geestelijke verdieping,
- alle in het boeddhisme geïnteresseerden,
- met het boeddhisme sympathiserenden,
- boeddhisten en groepen binnen de boeddhistische gemeenschap.

Het doel van de omroep was niet om hoge kijk- of luistercijfers te halen, maar om een toegevoegde waarde te zijn. De BOS hanteerde twee kernbegrippen, namelijk wijsheid en compassie. De BOS verzorgde elke week anderhalf uur radio op Radio 5. Televisie-uitzendingen waren voornamelijk te vinden op Nederland 2. Hoewel ze niet veel uitzendtijd hadden streefde de BOS ernaar om uitzendingen van minstens een uur te maken, waardoor er per jaar niet zo veel waren. In het laatste uitzendjaar zond de BOS drie documentaires uit in week 16 onder het thema De Drie Vergiften. De BOS werkte ook mee aan de productie en/of distributie van verschillende filmproducties, veelal documentaires waaronder Zandkastelen van Alexander Oey uit 2002 en My Reincarnation van Jennifer Fox uit 2010.